# 신종훈 (권투 선수)
신종훈(申種勳, 1989년 5월 5일~)은 대한민국의 권투 선수이다.

## 경력
경상북도 안동시 예안면에서 태어났으며 아버지를 따라 구미에서 성장했다. 구미신평중학교 2학년 때부터 권투를 시작했으며 선수 생활을 하기 위해 경북체육중학교로 전학을 갔다. 이후 경북체육고등학교와 인하대학교 체육학과를 졸업했다. 
2009년 밀라노 세계선수권대회 동메달. 2010년 광저우 아시안게임 8강 탈락. 2011년 바쿠 세계선수권대회 은메달. 2012년 런던올림픽 복싱 라이트플라이급 16강전 탈락. 2014 제17회 인천 아시안게임 남자 복싱 국가대표. 2014년 제17회 인천 아시안게임 복싱 남자 라이트플라이급 금메달

## 개인사
배구 선수인 이재은과 결혼했으며 아들 신하온을 뒀다.

## 학력
- 광평초등학교
- 신평중학교 → 경북체육중학교
- 경북체육고등학교
- 인하대학교 체육학과